# Kozmos (operativni sistem)
Cosmos (C# Operativni sistem otvorenog koda) je otvoreni kod operativni sistem napisan u C# kao i u malim kolicinama asemblija zvanog X#. Koristi AOT kompiler IL2CPU da prevede (engl. Common Intermediate Language (CIL)) u nativne instrukcije.  Cosmos kompajluje korisnicki-napravljene programe i potrebne biblioteke koristeci IL2CPU da napravi butabini operativni sistem koji moze da radi sam, bez ikakvih alatki. Moze biti pokrenut sa USB drajva , CD-ROM, preko mreze na PXE, ili u virtualnoj masini. Novija izdanja dozvoljaju pokretanje preko x86 mikro-sistema preko USB, kao sto je Intel Edison. Dok je C# primarni jezik koriscen od programera (i na programerima Kosmos i korisnika Kosmos-a), mnogi CLI jezici mogu biti korisceni, i to u CIL bez koriscenja P/Invokes dodatka. Kosmos je primarno napravljen za koriscenje uz  .NET Framework, sa Mono podrskom u radu.

## Programiranje sa Kosmosom
Kosmos ima puno delova da poboljsa iskustvo u pravljenu OS-a, sa zeljom da naprave proces brz i bezbolan (bez nerviranja) koliko moguce.

### Integracija Visual Studio
Jedna od glavnih karakteristika Cosmos-a (koja ga deli na ostale operativni sistema u takvom smislu) je vrlo visoka integracija sa MS Visual Studio. Kod moze biti pisan, compajlovan, debagovan i pokrenut entirely preko Visual Studio, sa samo nekoliko pretiska dugmeta. Kosmos vise ne podrzava Visual Studio 2013, now it only supports Visual Studio 2015.

## Kompajlovanje projekta

### Opcije debagovanja
Kosmos daje nekoliko opcija kako da prikaze OS i da daje trenutne varijable, pa i debagovanje izlaza.

#### Virtualizacija
Kosmos osim toga daje korisnicima da pokrenu svoj operatvni sistem u simularnom racunaru koristeci virtualnu masinu. Ovo daje korisniku (Programeru) da testira i pregleda svoj operativni sistem bez ikakvog restartovanja, bez bilo kakvog menjanja hardvera, samo pretiskanjem nekoliko opcija, i ne gaseci svoj program za programiranje. Trenutno je samo VMWare plejer podrzan. Bochs je na putu. QEMU i VirtualBox nisu podrzani od strane Kosmosa.

## Spoljašnje veze
- Vebsajt (redirektuje na GitHub)
- Project Repository na GitHub
- Cosmos Overview article na CodeProject
- Cosmos Dev Yahoo Group Архивирано на веб-сајту  (8. јануар 2011)
- Cosmos Fan Page na Facebook

### News coverage
- Mary Jo Foley on ZDNet - Cosmos: An open-source .Net-based microkernel OS is born
- Scott Hanselman - Tiny Managed Operating System Edition